# Rebecca Chopp

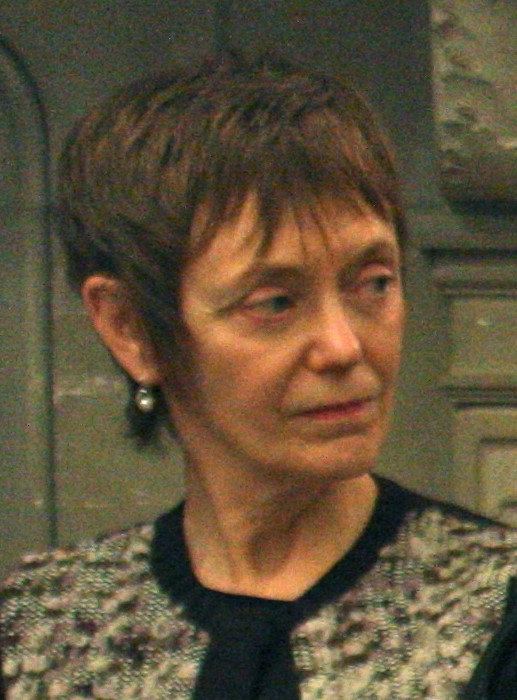
Rebecca Chopp, 2013

Rebecca S. Chopp (* 1952 in Kansas, USA) ist eine US-amerikanische Religionswissenschaftlerin und Hochschullehrerin.  Sie war die 18. und die erste weibliche Kanzlerin der University of Denver. Zuvor war sie Präsidentin des Swarthmore College und der Colgate University.

## Leben und Werk
Chopp studierte an der Kansas Wesleyan University, wo sie 1974 einen Bachelor of Arts erhielt. 1977 erwarb sie den Master of Divinity an der St. Paul School of Theology und promovierte 1983 in Religionswissenschaften an der Universität von Chicago. Von 1982 bis 1986 war sie zuerst Assistent Professorin an der University of Chicago Divinity School. Anschließend war sie von 1986 bis 2000 Professorin für Systematische Theologie und von 1995 bis 1997 Dekanin der Emory University.
Von 1997 bis 2001 war sie Probstin und Vizepräsidentin für akademische Angelegenheiten an der Emory University und  leitete zwei Colleges of Liberal Arts und sieben Professional Schools und die strategische Planung in Bereichen wie Lehre und Forschung, internationale Angelegenheiten, Beziehungen zwischen Universitäten und Gemeinden und Informationstechnologie. Anschließend war sie Dean und Titus Street Professor of Theology an der Yale Divinity School, der Yale University.
2002 wurde sie Präsidentin und Professorin für Philosophie und Religion an der Colgate University. 2009 wurde sie Präsidentin des Swarthmore College. 2014 nahm sie das Amt der Kanzlerin der University of Denver an. Im Sommer 2019 trat sie wegen gesundheitlicher Probleme von diesem Amt zurück.
Chopp ist mit Frederick Thibodeau verheiratet, mit dem sie drei Söhne bekam.
Sie hat mehr als 50 Artikel in ihren Fachgebieten veröffentlicht und fünf Bücher verfasst.  Sie war auch einer von mehr als 100 College-Präsidenten in den Vereinigten Staaten, die eine Senkung des Alkoholalters forderten.

## Ehrungen und Auszeichnungen
- 2016: Brave Leader Award, Colorado Business Roundtable
- unter den Top 25 der einflussreichsten Frauen
- Colorado Women’s Chamber of Commerce
- Alumna of the Year der University of Chicago
- Ehrendoktorwürde Lehigh University
- Ehrendoktorwürde Lafayette College
- Luce Fellow der Emory University
- Alumni Achievement Award, Kansas Wesleyan University
- Distinguished Alumna Award, Saint Paul School of Theology
- Founder’s Day Award, Baker University[5]
- die Kansas Wesleyan University ehrt sie mit dem Dr. Rebecca Chopp Transfer Scholarship Competition[6]

Quelle:

## Veröffentlichungen (Auswahl)
- Saving Work: Feminist Practices of Theological Education. Westminster John Knox Press, 1995, ISBN 978-0-664-25539-8.
- The Power to Speak: Feminism, Language, God. Wipf & Stock Pub; F First Edition Used, 2002, ISBN 978-1-59244-099-3.
- The Praxis of Suffering: An Interpretation of Liberation and Political Theologies.  Wipf & Stock Pub, 2007, ISBN 978-1-55635-278-2.
- Remaking College: Innovation and the Liberal Arts. Johns Hopkins University Press, 2013, ISBN 978-1-4214-1134-7.